# Pan Samochodzik i praskie tajemnice
Pan Samochodzik i praskie tajemnice (czes. Pražské tajemství) – polsko-czechosłowacki film dla młodzieży z 1989 roku w reżyserii Kazimierza Tarnasa, zrealizowany na podstawie powieści Zbigniewa Nienackiego Pan Samochodzik i tajemnica tajemnic.

## Obsada
- Leon Niemczyk – Bob Smith
- Marek Wysocki – Pan Tomasz
- Libuše Kaprálová – Ludmiła
- Jana Nagyová – Helena, siostra Ludmiły
- Otakar Brousek – František Škvarek
- Ludwik Benoit – Popijaniec
- Krzysztof Fus – złodziej Gnat
- Andrzej Kozak – Marczak

## Plenery
- Praga, Kraków, Wyżyna Krakowsko-Częstochowska.